# واحه من
 «واحه من» (به انگلیسی: My Oasis) ترانه‌ای از خواننده بریتانیایی سم اسمیت با همراهی آوازهای خواننده و ترانه‌نویس نیجریه بورنا بوی است. این ترانه در ۳۰ ژوئیه ۲۰۲۰ به صورت تک‌آهنگ از طریق کپیتال رکوردز منتشر شد. این ترانه توسط جیمی نپس، سم اسمیت و دامینی اوگولو نوشته شده‌است.

## زمینه
این ترانه در اولین پخش رسمی در آنی مک رادیو بی‌بی‌سی ۱ نمایش داده شد. سم اسمیت دربارهٔ ترانه گفت: «این ترانه در طی این مدت، انتشار زیبایی از احساسات من بوده‌است. من سالهاست که طرفدار بورنا بوی هستم و بسیار خوشحالم که با او همکاری کردم.»

## پرسنل
اعتبارهای اقتباس شده از تیدال.
- ایلیا - تهیه‌کننده، مجری همراه، صفحه کلید، کوبه ای، برنامه‌نویسی، تهیه‌کننده آواز
- جیمی نپس - تهیه‌کننده، آهنگساز، متن ترانه، مجری همراه، گیتار باس، برنامه‌نویسی، آهنگساز
- دامینی اوگولو - آهنگساز، متن ترانه، مجری همراه، هنرمند برجسته، آواز
- سام اسمیت - آهنگساز، متن ترانه، مجری همراه، آواز
- بن جونز - گیتار آکوستیک، مجری همراه، گیتار برقی
- دارن هلیس - جونو باس اضافی بازی کرد و ثبت کرد
- رندی مریل - مهندس مسترینگ، کارمندان استودیو
- استیو فیتزماوریس - میکسر، کارمندان استودیو

## جدول‌ها
| جدول (۲۰۲۰)                                       | اوج موقعیت |
| ------------------------------------------------- | ---------- |
| استرالیا (جدول‌های ای‌آرآی‌ای)                       | ۸۴         |
| بلژیک (اولتراتیپ والونی)                          | ۵          |
| کانادا (۱۰۰ تک‌آهنگ داغ کانادا)                    | ۷۰         |
| کرواسی(HRT)                                       | ۷۳         |
| ایرلند (ایرما)                                    | ۴۳         |
| تک‌آهنگ‌های برتر نیوزیلند (انجمن صنعت ضبط نیوزیلند) | ۵          |
| اسکاتلند (اوسی‌سی)                                 | ۷۵         |
| هیت‌سیکر سوئد (Sverigetopplistan)                  | ۱          |
| سوئیس (شوایزر هیت‌پاراد)                           | ۵۲         |
| تک‌آهنگ‌های بریتانیا (اوسی‌سی)                       | ۴۰         |
| ۱۲                                                |            |
| ایالات متحده Rolling Stone Top 100                | ۹۹         |

## تاریخ انتشار
| منطقه    | تاریخ         | فرمت                     | ناشر        | منا.   |
| -------- | ------------- | ------------------------ | ----------- | ------ |
| مختلف    | ۳۰ ژوئیه ۲۰۲۰ | دانلود دیجیتال استریمینگ | کپیتال      | [ ۲ ]  |
| استرالیا | ۳۰ ژوئیه ۲۰۲۰ | رادیو ضربه ای معاصر      | کپیتال ایمی | [ ۱۶ ] |